# ナエアタルイ
ナエアタ ルイ（Naeata Lui、1994年2月2日 - ）は、トンガ出身の日本人ラグビー選手。2020年に日本に帰化した。

## プロフィール
- トンガ出身[1]。
- ポジションはフランカー(FL)。
- 身長 193cm、体重 110kg
- トンガサムライXVスコッドに選ばれたことがある[4]。
- U20トンガ代表に選ばれたことがある[5]。
- 関東大学ラグビーリーグ戦1部のベストフィフティーンに選ばれたことがある[6]。
- 旧名タウムア・ルイ・サンフ・ナエアタ。2020年に日本に帰化した[2][3]。

## 来歴
トンガカレッジ卒業後、2014年、流通経済大学に入る。
2018年、流通経済大学卒業後、神戸製鋼コベルコスティーラーズ(現・コベルコ神戸スティーラーズ)に加入。同年9月29日に行われたジャパンラグビートップリーグ第2節代替の宗像サニックスブルース戦に途中出場で日本での公式戦初出場を果たす。
2021年、NTTドコモレッドハリケーンズ(現・NTTドコモレッドハリケーンズ大阪)に加入。
2022年、豊田自動織機シャトルズ愛知に加入。
2023年、豊田自動織機シャトルズ愛知を退団後、USモントーバン、オタゴを経て、2025年、ハイランダーズに加入。